# حقت
حقت أو حِقْتيت (ايضًا تنطق حِكِت) هي أحد الآلهة المصرية القديمة وهى ربة الولادة عند المصريين القدماء و تأخذ هيئة ضفدعة، أو أنثى برأس ضفدعة.

## عبادة
تعود بداية عبادتها إلى عصر الأسرات المبكرة على الأقل. كان اسمها جزءًا من أسماء بعض أفراد الأسرة الثانية البارزين المدفونين في حلوان، مثل الأمير نسوحقت، وقد ورد ذكرها على لوحة ويبمنوفرت وفي نصوص الهرم. 
فغالبًا ما يُعتقد أن تماثيل الضفادع المبكرة هي تصوير لها. وتعتبر حقت زوجة خنوم الذي كان يشكل أجساد الأطفال الجدد على دولاب الفخار الخاص به.
وفي أسطورة أوزوريس، كانت حقت هي التي نفخت الحياة في جسد حورس الجديد عند ولادته، إذ كانت إلهة اللحظات الأخيرة من الولادة. وبما أن ميلاد حورس أصبح مرتبطًا بشكل وثيق بقيامة أوزوريس، فقد أصبح دور حقت مرتبطًا بشكل وثيق بالقيامة. كما. تم العثور في قوص على معبد مخصص لحورس وحقت يعود تاريخه إلى العصر البطلمي.

## معرض صور

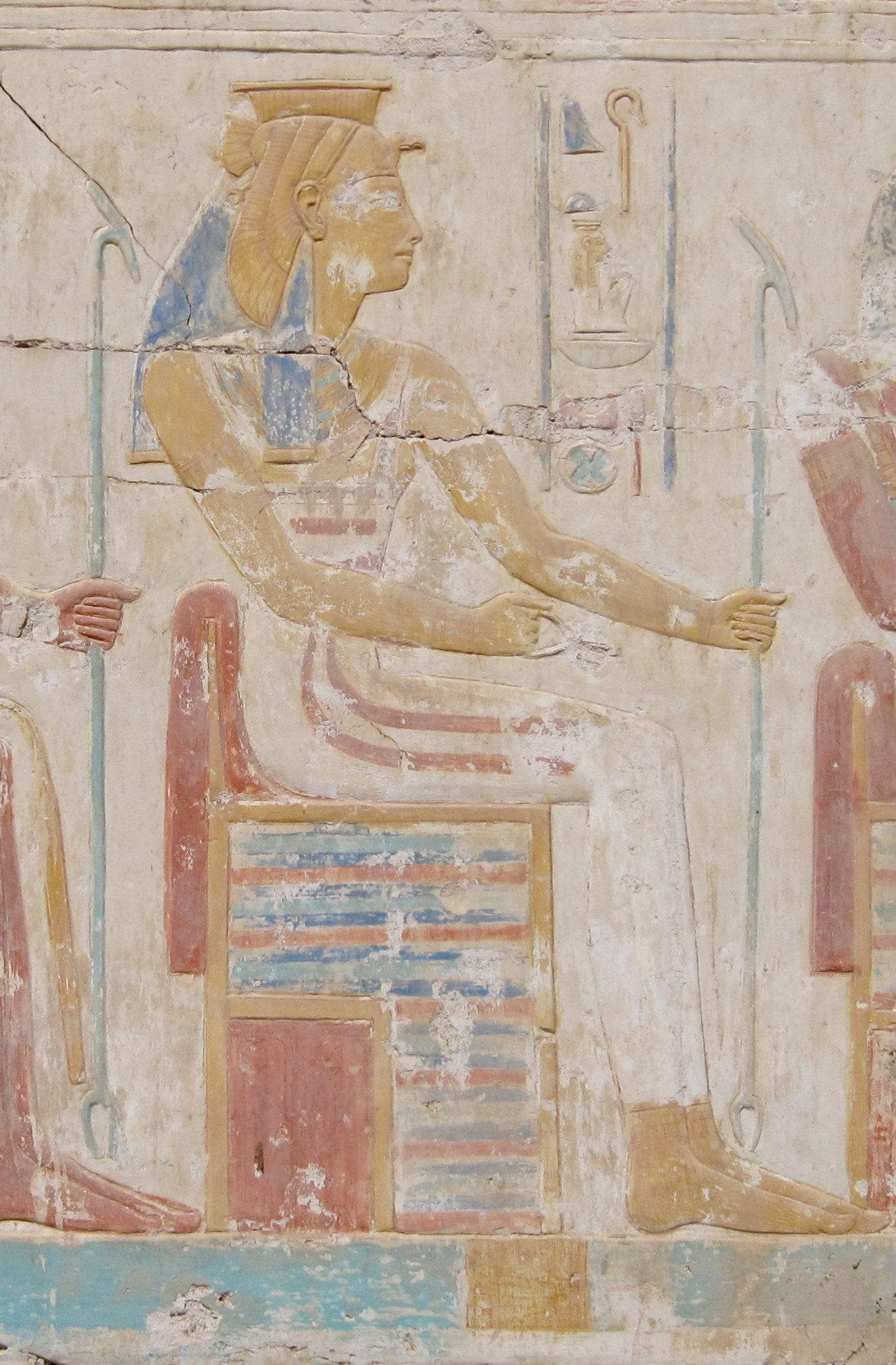
حقت في الهيئة البشرية، معبد أبيدوس
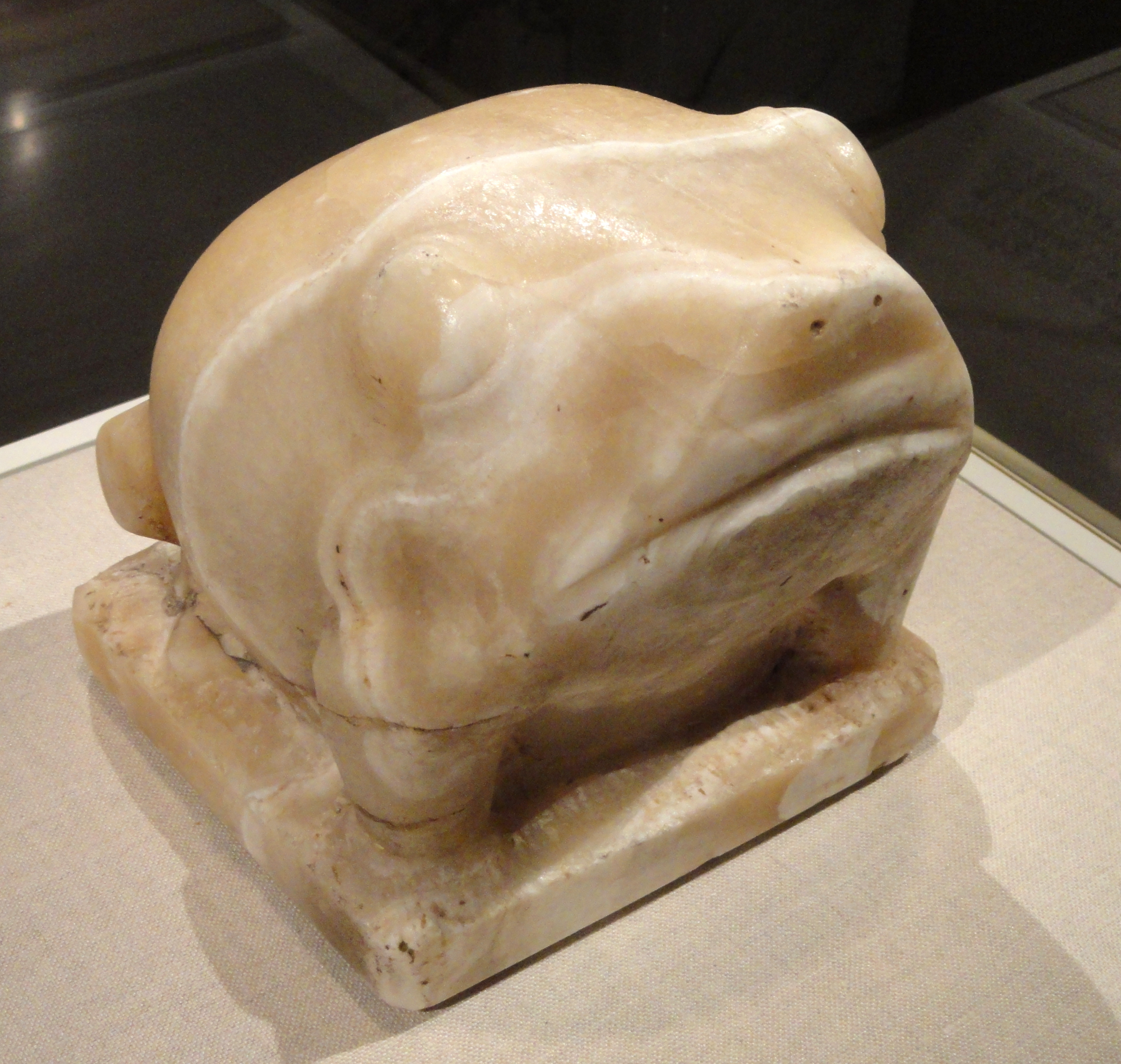
تمثال لضفدع ما بين أواخر عصر ما قبل الأسرات، وبدايات عصر الأسرات